# ماركوس مكنيل
ماركوس مكنيل (بالإنجليزية: Marcus McNeill)‏ هو لاعب كرة قدم أمريكية أمريكي، ولد في 16 نوفمبر 1983 في شيكاغو في الولايات المتحدة.

## وصلات خارجية
- ماركوس مكنيل على موقع مرجع كرة القدم المحترفة.كوم (الإنجليزية)